# 1887年黄河洪水
1887年黄河洪水（1887ねんこうがこうずい）は中国（清）の黄河で起きた壊滅的な洪水。黄河は周りが標高のより低い平原だったため堤防の中を流れていたが、そのため洪水が頻発していた。この1887年9月（光緒13年8月）に起きた洪水で少なくとも90万人が死亡し、記録が残る中で最悪の自然災害の一つとなった。

## 洪水
数世紀にわたって、黄河の流域に住む農民たちは堤防を築いて氾濫を防いでいたが、時間が経つにつれて沈泥がたまり、水位がどんどん高くなった。1887年、このように沈泥がたまった川に加えて連日の大雨で9月28日（8月12日）に水位が堤防を越え、大規模な洪水が発生した。
堤防の決壊は河南省の鄭州近くで起きたとされた。花園口の近くは低地の平原が広がったため洪水は中国北部においてすぐさまに広がり、その範囲は5万平方キロメートルに達した。洪水の被害は死者90万、ホームレス者2百万とも、死者2百万近くともされる。洪水の直接的な被害のほか、その後のパンデミックで多数の人が死亡した。記録が残る中で最悪の自然災害の一つとされたが、後の1931年中国大洪水では4百万人近くが死亡したという。